# Anseong
Anseong (안성) este un oraș din provincia Gyeonggi-do, Coreea de Sud, aflat la 80 de kilometri la sud de Seul.